# Фарафонтьев, Яков Герасимович
Яков Герасимович Фарафонтьев — русский художник и педагог, первый из живописцев-перспективистов, получивших образование в ИАХ.

## Биография
Яков Фарафонтьев родился 20 октября 1758 года; сын петергофского садовника. 18 июня 1764 года был принят в Санкт-Петербургскую Императорскую Академию художеств, от которой в 1774 и 1776 годах получил вторую и первую серебряные медали за рисунки с натуры, а в 1777 и 1778 гг. вторую и первую золотые медали за исполнение программ по исторической и батальной живописи: «Юстиниан приходит к Велисарию», и «Сражение за Днестром 17 мая 1769 года между партиею русских легких войск под предводительством посланного князем Прозоровским капитана Рахманова и турецкою командою». Последняя награда дала ему право на стажировку за границей, где он и оставался с 1780 по 1783 год включительно, занимаясь в Париже у Пьера-Антуана Демаши.
Живя ещё в Санкт-Петербурге, он обучался одно время (в 1776 году) живописи театральных декораций у итальянца, служившего при Обществе благородных девиц, а в 1783 году Я. Г. Фарафонтьев прислал из-за границы писанный им еще в 1781—1782 гг. «внутренний вид сеней храма дорического ордера» собственной композиции, находящийся и поныне в академической галерее.
По возвращении в Россию, Фарафонтьев принят был советом академии в «назначенные» и определен, по прошению, в 1784 году преподавателем перспективы, чем и оставался до самой смерти.
Яков Герасимович Фарафонтьев скончался 7 июля 1798 года «от удара».